# Умершие в сентябре 2022 года
Это список известных людей, соответствующих установленным критериям значимости (см. Википедия:Критерии значимости персоналий), умерших в сентябре 2022 года.
Причина смерти указывается лишь в исключительных случаях (убийство, самоубийство, гибель в результате военных действий, смертная казнь, ДТП или несчастные случаи). В остальных случаях — не указывается.

## 30 сентября
- Бадеян, Манвел Генрихович (65) — армянский политический деятель, депутат Национального собрания (1999—2003)[1].
- Вергелис, Олег Анатольевич (55) — украинский журналист, театральный критик[2].
- Вудс, Бен (47—48) — американский гитарист фламенко, композитор, создатель жанра музыки flametal[3].
- Драгон, Франко[фр.] (69) — бельгийский театральный режиссёр[4]. В России известен как постановщик гастрольного шоу «Я» для Филиппа Киркорова[5].
- Зайцев, Юрий Константинович (71) — советский тяжелоатлет, двукратный чемпион мира (1976, 1978), заслуженный мастер спорта СССР (1976)[6].
- Катериничев, Алексей Викторович (48) — российский военный деятель, первый заместитель главы Херсонской военно-гражданской администрации (с 2022 года), участник российско-украинской войны, Герой России (2022, посмертно), погиб в результате ракетного обстрела[7].
- Ларраменди, Иньяки[баск.] (93) — испанский баскский политический деятель, сооснователь организации ЭТА[8].
- Малышев, Вадим Александрович (84) — советский и российский математик, доктор физико-математических наук (1973), профессор кафедры теории вероятностей мехмата МГУ (1992)[9].
- Матвиенко, Геннадий Григорьевич (75) — советский и российский физик, доктор физико-математических наук (1989), директор ИОА СО РАН (1998—2017), заслуженный деятель науки Российской Федерации (2000)[10].
- Мышалов, Савелий Евсеевич (90) — российский спортивный врач, заслуженный врач Российской Федерации[11].
- Ольшанецкий, Александр Александрович (95) — советский и украинский хирург, доктор медицинских наук, профессор, заслуженный деятель науки и техники Украины (1997)[12].
- Рагимли, Рагим[азерб.] (45) — азербайджанский певец и композитор[13].
- Хорват, Йожеф[англ.] (75) — венгерский гандболист, участник Олимпийских игр (1972)[14].
- Швечков, Василий Петрович (76) — советский и российский актёр, заслуженный артист Российской Федерации (2005)[15].
- Walkie (27) — российский хип-хоп-исполнитель и баттл-рэпер; самоубийство[16].

## 29 сентября
- Аршинел, Александру (83) — румынский режиссёр и актёр[17].
- Вен, Поль (92) — французский археолог и историк[18].
- Гиль, Мечислав (78) — польский профсоюзный деятель и политик, депутат Сейма (1989—1993), сенатор (2011—2015)[19].
- Корчинский, Сергей Анатольевич (59) — украинский и казахстанский боксёр, тренер сборных Украины и Казахстана, заслуженный тренер Украины[20].
- Ландсберген, Роб[нидерл.] (62) — нидерландский футболист (ПСВ)[21].
- Петерс, Марибет (83) — американский юрист, директор Бюро авторского права США (1994—2010)[22].
- Родригес-Итурбе, Игнасио[исп.] (80) — венесуэльский гидролог, член Национальной академии наук США (2010)[23].
- Сендрёди-Кёвари, Ильдико[венг.] (92) — венгерская горнолыжница, участница Олимпийских игр (1952, 1956)[24].
- Хурхумал, Валентина Исмаиловна (84) — советская и абхазская художница, народный художник Абхазии[25].
- Эванс, Одри[англ.] (97) — американский детский онколог[26].
- Янкус, Геннадий Андреевич (82) — советский и российский биолог и эколог, директор Баргузинского заповедника (1971—2011), заслуженный эколог Российской Федерации[27].

## 28 сентября
- Акину Монтейру, Жуан ди[порт.] (77) — бразильский гитарист, певец, автор песен, аранжировщик и музыкальный продюсер[28].
- Больки, Бруно (82) — итальянский футболист и футбольный тренер[29]
- Брансдал, Торхильд (66) — норвежский политик, депутат Стортинга (2017—2021)[30].
- Дёлер, Рюдигер (74) — немецкий хирург-ортопед[31].
- Керпатенко, Юрий Леонидович (46) — украинский дирижёр и баянист. Главный дирижёр Херсонского музыкально-драматического театра им. Николая Кулиша; убит[32].
- Кулио (59) — американский рэпер; передозировка[33].
- Осорио, Хулио[англ.] (82) — панамский баскетболист, участник Олимпийских игр (1968), бронзовый призёр Панамериканских игр (1967)[34].
- Мангат, Амар Сингх (87) — кенийский игрок в хоккей на траве, участник Олимпийских игр (1964)[35].
- Патнайк, Джаянти[англ.] (90) — индийский политик, депутат Лок сабхи (1980—1989, 1998—1999)[36].
- Свешников, Валентин Дмитриевич (74) — советский и российский скульптор, заслуженный художник Российской Федерации, академик РАХ (2013)[37].
- Симиджиу Вендреша, Ганимет (88) — албанская балерина, солистка балета Театра оперы и балета Албании[38].
- Сукуев, Виталий Владимирович (43) — российский офицер, полковник ВДВ, участник российско-украинской войны, Герой России (2022, посмертно); погиб в бою[39].
- Такэмура, Масаёси (88) — японский политик, член Палаты представителей (1986—2000), министр финансов (1994—1996)[40].
- Таций, Василий Яковлевич (82) — советский и украинский правовед, ректор НЮАУ (1987—2020), академик (1993) и президент (1993—2016) НАПрНУ, академик НАНУ (1997), Герой Украины (2004), полный кавалер ордена князя Ярослава Мудрого[41].
- Эскобар, Гэвин (31) — американский футболист; несчастный случай[42].

## 27 сентября
- Али, Амаду[фр.] (79) — камерунский государственный деятель, министр юстиции (2001—2011)[43].
- Ариёси, Митио (87) — японский профессиональный игрок в сёги[44].
- Арнаутович, Златан (68) — югославский футболист, защитник[45].
- Барамидзе, Автандил Михайлович (65) — российский футбольный тренер, заслуженный тренер России[46].
- Биндер, Курт (78) — австрийский физик-теоретик, доктор наук, профессор[47].
- Ван дер Бейл, Анне (94) — нидерландский христианский миссионер, основатель Open Doors (1955)[48].
- Герра Тулена, Хулио Сесар (89) — колумбийский хирург и политик, депутат Палаты представителей (1991—1994), сенатор (1994—2002), председатель Сената (1995—1996)[49].
- Гинзбург, Лев Григорьевич (91) — советский и российский музыковед и музыкальный критик, заслуженный деятель искусств Российской Федерации, сын Г. Р. Гинзбурга[50].
- Джонс, Рональд Уинтроп (91) — американский экономист, автор теоремы Самуэльсона — Джонса[51].
- Камал, Джамал (84) — узбекский поэт, народный поэт Узбекистана (1992)[52].
- Кондьяно, Клод Кори[фр.] (80) — гвинейский политик, председатель Национального собрания (2014—2020)[53].
- Львовский, Фёдор Александрович (80) — советский и российский художник декоративного искусства, заслуженный деятель искусств Российской Федерации (2004), почётный член РАХ (2019)[54].
- Моисеев, Борис Михайлович (68) — советский и российский эстрадный певец, танцовщик, хореограф, заслуженный артист Российской Федерации (2006)[55].
- Пачеко, Хосе[исп.] (75) — испанский футболист, вратарь «Атлетико Мадрид» (1967—1979)[56].
- Томашевский, Владислав Трофимович (93) — советский и российский учёный в области военного кораблестроения, лауреат премии Совета Министров СССР, Заслуженный деятель науки и техники РСФСР[57].
- Ферфрид Гогенцоллерн (79) — немецкий аристократ, представитель династии Гогенцоллерн-Зигмаринген, автогонщик[58].
- Хотчкис, Джоан[англ.] (95) — американская актриса, писательница, сценарист и драматург[59].

## 26 сентября
- Аль-Кардави, Юсуф (96) — арабский исламский богослов[60].
- Бекстрём, Анника (94) — шведский переводчик и прозаик[61].
- Габай, Владимир Бенцианович (75) — советский и американский композитор, пианист, аранжировщик, дирижёр[62].
- Кушнарёв, Леонид Никитович (85) — советский и российский государственный и политический деятель, народный депутат РСФСР / России (1990—1993)[63].
- Нельсон, Хилари[англ.] (49) — американская горнолыжница и альпинистка, чемпионка Европы по экстремальным лыжным гонкам среди женщин (1996); несчастный случай[64].
- Петтерссон, Ронни (82) — шведский футбольный вратарь, игрок национальной сборной, участник чемпионата мира (1970) .
- Полак, Кристин[нидерл.] (68) — суринамский государственный деятель, министр социальных дел и жилищного строительства (2017—2019)[65].
- Саудер, Марк[англ.] (72) — американский политик, член Палаты представителей (1995—2010)[66].
- Сёренсен, Кнуд[дат.] (94) — датский писатель[67].
- Стернин, Александр Иосифович (70) — российский фотохудожник, почётный член РАХ (2015)[68].
- Стивенсон, Вениша[англ.] (84) — британо-американская актриса[69].
- Трингали, Паоло[итал.] (97) — итальянский политик, член Палаты депутатов (1983—1987)[70].

## 25 сентября
- Варламов, Игорь Валентинович (51) — советский и российский футболист[71].
- Гарднер, Рита[англ.] (87) — американская актриса[72].
- Гительзон, Иосиф Исаевич (94) — советский и российский биофизик, директор Института биофизики СО АН СССР / РАН (1984—1996), академик РАН (1991; академик АН СССР с 1990)[73].
- Данильченко, Николай Иванович (23) — российский военнослужащий, лейтенант, командир танкового взвода, участник российско-украинской войны, Герой Российской Федерации (2022, посмертно); погиб в бою[74].
- Дрез, Жак (93) — бельгийский экономист[75].
- Елагина, Елена Владимировна (73) — советский и российский художник-концептуалист, почётный член РАХ[76].
- Журавко, Алексей Валерьевич (48) — украинский политический деятель, депутат Верховной рады (2006—2012); погиб в результате ракетного обстрела[77].
- Ким Сон Дон[кор.] (74) — южнокорейский писатель[78].
- Кирток, Николай Наумович (101) — советский лётчик-штурмовик, Герой Советского Союза (1945)[79].
- Попов, Анатолий Владимирович (66) — советский игрок в хоккей с мячом, серебряный призёр чемпионата мира (1983)[80].
- Прието, Андрес (93) — чилийский футболист и футбольный тренер[81].
- Радакович, Радован[серб.] (51) — югославский футболист, сербский тренер, игрок национальной сборной[82].
- Спадачча, Джанфранко[итал.] (87) — итальянский политический деятель, депутат Парламента (1983—1986, 1990), сенатор (1987—1990)[83].
- Флорио, Джеймс (85) — американский политик и государственный деятель, губернатор Нью-Джерси (1990—1994), член Палаты представителей (1975—1990)[84].
- Чимишкян, Рафаэль Аркадьевич (93) — советский тяжелоатлет, олимпийский чемпион (1952), двукратный чемпион мира (1954, 1955), заслуженный мастер спорта СССР (1952)[85].
- Шишков, Евгений Петрович — российский художник и скульптор[86].

## 24 сентября
- Блейки, Билл[фр.] (71) — канадский политик, депутат Парламента (1979—2008)[87].
- Бошковский, Андон[англ.] (47) — северомакедонский гандбольный тренер[88].
- Дэвидсон, Крис (45) — австралийский профессиональный сёрфер; убийство[89].
- Кушнарёв, Леонид Никитович (85) — советский политик, народный депутат РСФСР/России (1990—1993)[90].
- Литвин, Константин Николаевич (69) — российский художник по стеклу, заслуженный художник Российской Федерации (2010)[91].
- Лялько, Вадим Иванович (91) — украинский учёный в области аэрокосмических исследований и гидрогеолог, академик НАНУ (2010)[92].
- Нативидад, Киттен (74) — мексикано-американская актриса и танцовщица[93].
- Остин, Хадсон (84) — гренадский политический и военный деятель[94].
- Первушин, Павел Владимирович (75) — советский тяжелоатлет, чемпион мира (1973), Европы (1973) и СССР (1973), заслуженный мастер спорта СССР (1973)[95].
- Сандерс, Фэроу (81) — американский джазовый музыкант[96].
- Сенюшкин, Валентин Григорьевич (85) — советский хоккеист (ЦСКА), восьмикратный чемпион СССР[97].
- Тарох, Амин[фр.] (69) — иранский актёр, лауреат фестиваля «Фаджр»	(1995)[98].
- Форт, Мария-Луиза[фр.] (71) — французский политик, депутат Национального собрания (2007—2017)[99].

## 23 сентября
- Амартей, Принс (78) — ганский боксёр, бронзовый призёр Олимпийских игр (1972)[100].
- Бала, Карлос[исп.] (97) — аргентинский киноактёр[101].
- Буннаг, Марут[тайск.] (98) — тайский политический деятель, председатель Палаты представителей (1992—1995)[102].
- Ворона, Валерий Михайлович (82) — украинский социолог, директор Института социологии НАНУ (1992—2021), академик НАНУ (2006)[103].
- Гехт, Карл[нем.] (98) — немецкий нейрофизиолог, иностранный член РАМН (1995—2014), иностранный член РАН (2014)[104].
- Добродеев, Борис Тихонович (95) — советский и российский сценарист, заслуженный деятель искусств РСФСР (1985), отец Олега и Дмитрия Добродеевых[105].
- Карпов, Игорь Петрович (70) — советский и российский литературовед, доктор филологических наук, профессор[106].
- Краснопольский, Владимир Аркадьевич (89) — советский и российский кинорежиссёр, сценарист, продюсер, народный артист РСФСР (1983)[107].
- Мараш, Зейнеттин[тур.] (95) — турецкий композитор[108].
- Печка, Францишек (94) — польский актёр[109].
- Пророкова, Елена Юрьевна (74) — советский и российский режиссёр, художник и сценарист мультипликационного кино[110].
- Рунов, Владимир Викторович (85) — советский и российский журналист[111].
- Смирнова, Маргарита Андреевна (95) — русская детская писательница[112].
- Сумита, Вилли[нидерл.] (86) — суринамский государственный деятель, министр сельского хозяйства, животноводства и рыболовства (1973—1977), министр социальных дел и жилищного строительства (1988—1990, 1991—1996)[113].
- Флетчер, Луиза (88) — американская актриса, лауреат премии «Оскар» (1976)[114].
- Фортунато, Джулиано (82) — итальянский футболист («Милан», «Лацио»)[115].
- Чжан Юци[кит.] (88) — китайский учёный в области вычислительной механики и гражданского строительства, член Китайской академии наук (1999)[116].
- Шеридан, Джим[англ.] (69) — британский политик, депутат Парламента (2001—2015)[117].

## 22 сентября
- Араньош, Иштван[англ.] (80) — венгерский гимнаст, участник Олимпийских игр (1964, 1968)[118].
- Бесов, Дмитрий Николаевич (98) — советский и российский детский футбольный тренер[119].
- Блинкен, Дональд (96) — американский дипломат и предприниматель, посол в Венгрии (1994—1997), отец Энтони Блинкена[120].
- Ботт, Франсуа[фр.] (87) — французский писатель и журналист[121].
- Горбунов, Игорь Алексеевич (81) — советский и российский государственный и партийный деятель, первый секретарь Башкирского обкома КПСС (1990—1991)[122].
- Жэнь Жунжун[кит.] (99) — китайский детский писатель и переводчик[123].
- Келлер, Райнер[нем.] (56) — немецкий политический деятель, депутат Бундестага (с 2021 года)[124].
- Мантел, Хилари (70) — английская писательница, двукратный лауреат Букеровской премии (2009, 2012)[125].
- Пшеничнова, Надежда Николаевна (92) — советский и российский диалектолог, доктор филологических наук (1994), сотрудник Института русского языка РАН[126].
- Фонс, Хорхе[исп.] (83) — мексиканский кинорежиссёр[127].
- Хан, Хумаюн[англ.] (90) — пакистанский дипломат, секретарь министерства иностранных дел Пакистана (1988—1989)[128].
- Чебаненко, Александра Васильевна (105) — российская долгожительница[129].
- Юров, Вячеслав Лукич (83) — советский и украинский государственный деятель, председатель Симферопольского горисполкома (1989—1990) и горсовета (1990—1993), заместитель председателя Совета министров Автономной Республики Крым (1993—1994)[130].

## 21 сентября
- Альфонси, Лидия[итал.] (94) — итальянская актриса[131].
- Барабанер, Ханон Зеликович (89) — советский и эстонский инженер и экономист[132].
- Бодо, Андреа[венг.] (88) — венгерская гимнастка, олимпийская чемпионка (1956)[133].
- Булирш, Роланд[нем.] (89) — немецкий математик, действительный член Баварской академии наук (1991)[134].
- Геращенко, Анатолий Николаевич (72) — российский учёный, доктор технических наук (2001), профессор (2003), ректор МАИ (2007—2015); несчастный случай[135].
- Ланда, Полина Соломоновна (91) — советский и российский физик, доктор физико-математических наук (1972), профессор кафедры акустики физфака МГУ[136].
- Мохд Адиб Мохамад Адам[англ.] (81) — малайзийский государственный деятель, министр сельского развития, кооперативов и предпринимательства (1984—1986), главный министр Малакки (1978—1982), депутат Парламента (1982—1990)[137].
- Сааде, Поль-Эмиль[англ.] (89) — ливанский католический маронитский прелат, епископ Батруна (1999—2011)[138].
- Себальос Атьенса, Антонио[исп.] (87) — испанский католический прелат, епископ Кадиса и Сеуты (1993—2011)[139].
- Фир, Энтон[англ.] (66) — американский барабанщик, композитор и продюсер (The Feelies)[140].

## 20 сентября
- Алкаев, Олег Леонидович (69) — деятель советской и белорусской пенитенциарной системы, политический эмигрант[141].
- Антоньо, Эмиль[фр.] (94) — французский футболист[142].
- Владющенков, Виктор Михайлович (70) — советский и российский футболист[143].
- Могильников, Андрей Андреевич (33) — российский игрок в хоккей с мячом[144].
- Нагин, Алексей Юрьевич (41) — российский военный, член ЧВК Вагнер, участник российско-украинской войны, Герой России (2022, посмертно); погиб в бою[145].
- Неменман, Марк Ефимович (85) — советский учёный в области программирования[146].
- Орд-Смит, Робин[англ.] (56) — британский дипломат, посол в Таджикистане (2012—2015) и в Киргизии (2015—2019)[147].
- Пускепалис, Сергей Витауто (56) — советский и российский актёр и режиссёр театра и кино, политический деятель; ДТП[148].
- Роньони, Вирджинио (98) — итальянский государственный деятель, министр внутренних дел (1978—1983), юстиции (1986—1987) и обороны (1990—1992)[149].
- Сун Баожуй[кит.] (84) — китайский государственный деятель, губернатор Сычуаня (1996—1999)[150].
- Таниос Эль Хури[англ.] (92) — ливанский католический маронитский прелат, епископ Сидона (1996—2005)[151].
- Шрот, Кристоф[нем.] (85) — немецкий театральный режиссёр[152].

## 19 сентября
- Беренс, Клаус (81) — немецкий спортсмен (академическая гребля), серебряный призёр Олимпийских игр (1964), чемпион мира (1962)[153].
- Бридака, Лия (90) — латышская поэтесса[154].
- Врона, Александер (82) — польский хоккеист (хоккей на траве), полузащитник, игрок национальной сборной, участник летних Олимпийских игр (1972)[155].
- Голубев, Владимир Евгеньевич (72) — советский футболист, советский и российский футбольный тренер[156].
- Дворак, Вернон[англ.] (100) — американский метеоролог, разработавший метод Дворака для изучения тропических циклонов[157].
- Иоанн (Стинка) (87) — архиерей Украинской православной церкви Канады на покое[158].
- Карпова, Елена Алексеевна (62) — советский и российский музыкальный редактор и продюсер[159].
- Марчевский, Пётр[пол.] (84) — польский пианист, дирижёр и композитор[160].
- Машкауцан, Шабса Менделевич (98) — участник Великой Отечественной войны, Герой Советского Союза (1945)[161].
- Пак Ён Ир (56) — северокорейский политик, председатель ЦК Социал-демократический партии Кореи и заместитель председателя Президиума Верховного народного собрания КНДР (с 2019 года)[162].
- Педарниг, Флориан[нем.] (84) — австрийский композитор[163].
- Фиоренца, Джозеф[англ.] (91) — американский католический прелат, архиепископ Галвестона — Хьюстона (1985—2006)[164].
- Харди, Бенон[пол.] (92) — польский органист и композитор[165].

## 18 сентября
- Горельников, Яков Вениаминович (74) — советский и казахстанский актёр, театральный и общественный деятель, заслуженный деятель Казахстана[166].
- Дагыстанлы, Мустафа (91) — турецкий борец вольного стиля, двукратный олимпийский чемпион (1956, 1960), трёхкратный чемпион мира (1954, 1957, 1959)[167].
- Караянни, Марта[греч.] (82) — греческая актриса[168].
- Кусьмерская, Илона (74) — польская актриса[169].
- Миодушевский, Владимир Георгиевич (75) — советский и российский режиссёр-кукольник, заслуженный артист Российской Федерации (2006)[170].
- Миро, Кармен[исп.] (103) — панамский демограф, социолог и статистик[171].
- Нода, Тэруюки[яп.] (82) — японский композитор[172].
- Полино, Эктор[исп.] (89) — аргентинский юрист и политик, член Палаты депутатов (1993—2005)[173].
- Саркыншаков, Аби Саркыншакович (88) — советский и казахстанский хозяйственный деятель, начальник Павлодарского отделения Целинной железной дороги (1974—1996)[174].
- Уткин, Вадим Иванович (84) — советский, российский и американский учёный в области систем управления[175].
- Хаэцни, Эльяким (96) — израильский политический деятель, депутат Кнессета (1988—1992)[176].
- Холоньяк, Ник (93) — американский инженер и изобретатель, член Национальной академии наук США (1984), иностранный член РАН (1999)[177].
- Шиндельхольц, Николас[англ.] (34) — швейцарский футболист[178].
- Эспмарк, Челль (92) — шведский писатель и литературовед, член Шведской академии (1981)[179].

## 17 сентября
- Вагнер, Бертиль Бертильевич (81) — советский и российский геолог, писатель, краевед[180].
- Гавит, Маникрао Ходля[англ.] (87) — индийский политик, депутат Лок сабхи (1980—2014)[181].
- Масленников, Игорь Фёдорович (90) — советский и российский кинорежиссёр, сценарист и кинопродюсер, народный артист РСФСР (1987)[182].
- Милунич, Владо[чеш.] (81) — чешский архитектор[183].
- Пагано, Мария Грация[итал.] (76) — итальянский политический деятель, сенатор (1992—2006), депутат Европарламента (2008—2009)[184].
- Пономарёв, Александр Никитович (69) — российский живописец, заслуженный художник Российской Федерации (2010)[185].
- Фрейзер, Джим[англ.] (81) — австралийский изобретатель и кинооператор, создавший объектив Фрейзера[186].
- Храбн Йокюльссон (56) — исландский писатель, журналист, политик, депутат Альтинга (1995)[187].
- Шмидт, Мартен (92) — нидерландско-американский астроном, член Национальной академии наук США (1978)[188].

## 16 сентября
- Амини, Махса (22) — иранская женщина, которая была арестована и подвергнута пыткам за то, что она не носила хиджаб должным образом[189].
- Аморозо Фильо, Жозе (84) — бразильский футболист[190].
- Белодубровский, Марк Ефимович (81) — советский и российский композитор, заслуженный работник культуры РСФСР (1984)[191].
- Блох, Марк Яковлевич (98) — советский и российский лингвист, доктор филологических наук (1978), профессор МПГУ (1979)[192].
- Вассалло, Лучано[итал.] (87) — эфиопский футболист, игрок национальной сборной[193].
- Горенко, Сергей Сергеевич (40) — генеральный прокурор ЛНР (с 2019 года); погиб при взрыве[194].
- Матачена, Амедео[итал.] (59) — итальянский политик, член Палаты депутатов (1994—2001)[195].
- Пекшен, Халук (61) — турецкий политик, депутат Великого национального собрания (2015—2018)[196].
- Родионов, Михаил Кузьмич (85) — украинский учёный в области микроэлектроники и политик, народный депутат Украины (2002—2006)[197].
- Хаснат, Абул (82) — бангладешский политик и государственный деятель, депутат Национальной ассамблеи (1990), министр жилищного строительства и общественных работ (1981—1982, 1990)[198].
- Хикс, Марва[англ.] (66) — американская актриса и певица[199].
- Хьюсон, Брайан[англ.] (89) — британский легкоатлет, чемпион Европы в беге на 1500 метров (1958)[200].

## 15 сентября
- Батлер, Эдди[англ.] (65) — валлийский регбист[201].
- Веллу, Сами[англ.] (86) — малайзийский политик и государственный деятель, министр труда (1979—1989, 1995—2008), депутат Парламента (1974—2008)[202].
- Крипке, Сол (81) — американский философ и логик[203].
- Куделя, Надежда Павловна[укр.] (85) — украинская оперная певица (колоратурное сопрано), народная артистка Украины (2021)[204].
- Маджи, Диана[исп.] (97) — аргентинская актриса[205].
- Ноле, Франческантонио[итал.] (74) — итальянский католический прелат, епископ Турси-Лагонегро (2000—2015), архиепископ Козенца-Бизиньяно (с 2015 года)[206].
- Пляйтген, Фриц (84) — немецкий журналист, директор Westdeutscher Rundfunk (1995—2007), президент Европейского вещательного союза (2006—2008)[207].
- Полич, Радко[словен.] (80) — югославский и словенский киноактёр[208].
- Рябинский, Владимир Иванович (82) — приднестровский политический деятель[209].
- Смирнов, Анатолий Алексеевич (80) — советский и российский государственный деятель, председатель Йошкар-Олинского горисполкома (1981—1987)[210].
- Фербер, Йорг[нем.] (93) — немецкий дирижёр[211].
- Франк, Тибор[венг.] (74) — венгерский историк, англо-американист, действительный член Венгерской академии наук (2019)[212].
- Якшис, Фердинандас[лит.] (85) — советский и литовский актёр, заслуженный артист Литовской ССР (1987)[213].

## 14 сентября
- Бондаренко, Михаил Григорьевич (73) — советский и белорусский государственный деятель, председатель Бобруйского горисполкома (2000—2006)[214].
- Витнер, Мария (85) — венгерский общественный и политический деятель, депутат Государственного собрания (2006—2014)[215].
- Гуськова, Татьяна Анатольевна (81) — советский и российский учёный в области токсикологии лекарственных средств, член-корреспондент РАМН (1999—2014), член-корреспондент РАН (2014)[216].
- Дуглас, Кеннет Джордж[англ.] (86) — новозеландский профсоюзный деятель, председатель Совета профсоюзов Новой Зеландии (1984—1999)[217].
- Назарова, Татьяна Борисовна (80) — советская и российская актриса, заслуженная артистка Российской Федерации (1999)[218].
- Ондо, Мариано (23) — футболист Экваториальной Гвинеи, игрок национальной сборной (с 2017 года)[219].
- Пандермалис, Димитриос (82) — греческий археолог, профессор Университета Аристотеля в Салониках[220].
- Папас, Ирен (96) — греческая актриса и певица[221].
- Плаканика, Рубен[англ.] (79) — аргентинский велогонщик, участник Олимпийских игр (1964)[222].
- Пост, Джим[англ.] (82) — американский певец и автор песен[223].
- Сильва, Генри (95) — американский актёр[224].
- Сунгоркин, Владимир Николаевич (68) — советский и российский журналист, главный редактор газеты «Комсомольская правда» (c 1997 года), заслуженный журналист Российской Федерации[225].
- Ханов, Геннадий Александрович (85) — советский и российский художник, заслуженный художник Российской Федерации[226].
- Хоссейн, Шах Муаззем[англ.] (83) — бангладешский политический деятель, депутат Национальной ассамблеи (1991—1995), заместитель премьер-министра (1987—1990)[227].
- Чапо, Геза (71) — венгерский гребец на байдарках, многократный чемпион мира, двукратный призёр Олимпийских игр (1972, 1976)[228].
- Швецов, Михаил Фёдорович (70) — советский и российский работник культуры, профессор ВГИИ, заслуженный артист Российской Федерации (1995)[229].

## 13 сентября
- Аккавальо, Орасио (87) — аргентинский боксёр-профессионал, чемпион мира по версии ВБА (WBA) и ВБC (WBC) (1966—1968)[230].
- Бояринов, Владимир Георгиевич (74) — советский и российский поэт[231].
- Гогач, Мечислав (95) — польский философ и публицист[232].
- Годар, Жан-Люк (91) — франко-швейцарский кинорежиссёр и сценарист; эвтаназия[233].
- Гужель, Анатолий Моисеевич (100) — молдавский поэт, эссеист, публицист и переводчик[234].
- Казакос, Костас[греч.] (87) — греческий актёр, режиссёр и политик, депутат Парламента (2007—2012)[235].
- Камберидис, Теофилос[греч.] (92) — греческий политик, депутат Парламента (1964—1967)[236].
- Кесвик, Тесса (79) — британский политолог, ректор Бакингемского университета (2014—2020)[237].
- Ковач, Корнелие[серб.] (80) — югославский и сербский композитор[238].
- Кудряшов, Олег Александрович (90) — советский и российский художник[239].
- Матушак, Гжегож[пол.] (81) — польский социолог, сенатор (2001—2005)[240].
- Мехдауи, Абдеррахман[фр.] (72) — алжирский футболист и тренер, игрок и тренер национальной сборной[241].
- Нуриели, Хаим (79) — израильский футболист, бронзовый призёр Кубка Азии (1968)[242].
- Стар, Кеннет (76) — американский юрист, независимый прокурор, федеральный судья[243].

## 12 сентября
- Галеев, Альберт Абубакирович (81) — советский и российский физик, директор ИКИ РАН (1988—2002), академик РАН (1992)[244].
- Гомиашвили, Михаил Арчилович (61) — грузинский и российский актёр, сын Арчила Гомиашвили[245].
- Зембаля, Марек (82) — польский иммунолог, действительный член Польской академии наук (2010)[246].
- Льюис, Рэмси[англ.] (87) — американский джазовый пианист, трёхкратный лауреат премии «Грэмми» (1966, 1967, 1974)[247].
- Пианка, Эрик (83) — американский герпетолог и эволюционный эколог[248].
- Филимонов, Вадим Донатович (91) — советский и российский криминолог, доктор юридических наук, профессор, депутат Государственной думы (1993—1999)[249].
- Хильденг, Бритт[норв.] (79) — норвежский политик, депутат Стортинга (1997—2009)[250].
- Шаповал, Александр Николаевич[укр.] (47) — украинский артист, солист балета Национальной оперы Украины, заслуженный артист Украины (2013), участник российско-украинской войны; погиб в бою[251].
- Шидлаускас, Римантас[лит.] (60) — литовский дипломат, посол в Канаде (2000—2002), в России (2002—2008), в Армении (2003—2008)[252].
- PnB Rock (30) — американский рэпер; убийство[253].

## 11 сентября
- Дегрут, Майкл (89) — канадский предприниматель[254].
- Зельдич, Стивен[англ.] (68) — американский математик[255].
- Коротков, Виталий Викторович (94) — советский разведчик, ветеран Службы внешней разведки, курировавший работу Хайнца Фельфе[256][257].
- Мариас, Хавьер (70) — испанский писатель, переводчик, журналист[258].
- Мухаммад Али Шамсутдин (79) — ливанский поэт[259].
- О’Мэлли, Джон (95) — американский историк, член Американской академии искусств и наук (1995) и Американского философского общества (1997)[260].
- Петина, Надежда Гавриловна (89) — советский и российский скульптор, заслуженный художник РСФСР (1974)[261].
- Таннер, Ален (92) — швейцарский кинорежиссёр, сценарист и продюсер[262].
- Теодору, Элиас (34) — канадский боец смешанного стиля[263].
- Хидишан, Флорин (40) — румынский футболист[264].
- Чоудхури, Сайеда Саджеда[англ.] (87) — бангладешский политик, депутат Национальной ассамблеи (с 2008 года)[265].

## 10 сентября
- Булсма, Менно (61) — нидерландский конькобежец, чемпион мира по шорт-треку (1986)[266].
- Вильпониеми, Вяйнё[фин.] (96) — финский политик, депутат Парламента (1962—1975)[267].
- Грэдли, Дик[англ.] (90) — британский гимнаст, участник летних Олимпийских игр в Токио (1960)[268].
- Джонс, Эрик[англ.] (51) — американский художник комиксов[269].
- Зайферт, Илья[англ.] (71) — немецкий политик, депутат Бундестага (1990—1994, 1998—2002, 2005—2013)[270].
- Кляйн, Уильям (96) — французский фотограф и кинорежиссёр[271].
- Лал, Брадж Баси (101) — индийский археолог, генеральный директор Археологического управления Индии (1968—1972)[272].
- Таныгин, Владимир Андреевич (72) — советский и российский актёр, заслуженный артист Российской Федерации (2016)[273].
- Чаплыгин, Пётр Иванович (82) — советский и российский художник, народный художник Российской Федерации (2001)[274].
- Штирлин, Анри (94) — швейцарский историк архитектуры и искусства, фотограф и журналист[275].

## 9 сентября
- Арно, Кароль[фр.] (61) — французская певица и автор песен[276].
- Булат, Николае[англ.] (70) — советский и молдавский историк[277].
- Вышегородцев, Владимир Иванович (72) — советский и российский художник-мультипликатор, заслуженный художник Российской Федерации (2013)[278].
- Гинг, Джек[англ.] (90) — американский актёр[279].
- Кастру, Жозе Либерал ди[порт.] (96) — бразильский архитектор[280].
- Кривокапич, Зоран[серб.] (67) — сербский колопроктолог, академик САНУ (2018)[281].
- Миллер, Марк (97) — американский актёр и сценарист[282].
- Мухтаров, Шамиль Джаватович (69) — российский авиаконструктор[283].
- Мюллер, Пьер[фр.] (70) — швейцарский государственный деятель, мэр Женевы (1999—2000, 2004—2005)[284].
- Полшек, Джеймс[англ.] (92) — американский архитектор, член Американской академии искусств и наук (2002) и Американской академии искусств и литературы (2005)[285].
- Романченко, Дмитрий Юрьевич (24) — украинский военнослужащий, капитан, участник российско-украинской войны, Герой Украины (2023, посмертно); погиб в бою.
- Томкинс, Тревор[англ.] (81) — американский барабанщик (Gilgamesh)[286].
- Флизанис, Джорджа[англ.] (70) — американская скрипачка, концертмейстер и педагог[287].

## 8 сентября
- Борст, Ганс Георг (94) — немецкий кардиохирург[288].
- Вест, Джозеф Сонни[англ.] (85) — американский музыкант и автор песен[289].
- Гершкович, Яков Петрович (69) — украинский археолог и историк, доктор исторических наук (2017)[290].
- Гвоздев, Иван Алексеевич (33) — украинский военнослужащий, майор, участник российско-украинской войны, Герой Украины (2022, посмертно); погиб в бою.
- Добрик, Любомир[словац.] (70) — чехословацкий и словацкий юрист, судья Конституционного суда Словакии (1997—2016), статс-секретарь Министерства юстиции Словакии[291].
- Довгалюк, Вера Алексеевна (91) — советский работник сельского хозяйства, Герой Социалистического Труда[292] (о смерти стало известно в этот день).
- Елизавета II (96) — королева Великобритании и Северной Ирландии и королевств Содружества, глава Содружества Наций (с 1952 года)[293].
- Зайцев, Вячеслав Иванович (82) — советский фигурист и спортивный функционер, генеральный секретарь Федерации фигурного катания на коньках России (2002—2006)[294].
- Кантарини, Тереза (110) — итальянская неверифицированная супердолгожительница[295].
- Крог, Бёрге[англ.] (80) — датский боксёр, участник Олимпийских игр (1960, 1964)[296].
- Лённбро, Андерс[швед.] (76) — шведский актёр, режиссёр и кинопродюсер[297].
- Полынников, Александр Николаевич (81) — советский и российский кинооператор, сценарист, продюсер и кинорежиссёр, лауреат Государственной премии СССР (1982)[298].
- Сингх, Камал Нарайн (95) — индийский юрист, главный судья Верховного суда Индии (1991)[299].
- Янсенс, Анна Цецилия (54) — нидерландский эпидемиолог[300].

## 7 сентября
- Брджянин, Радослав[англ.] (74) — боснийский политический деятель[301].
- Гаррелс, Энн[англ.] (71) — американская журналистка, лауреат премии Джорджа Полка (2004)[302].
- Дзанагов, Заурбек Черменович (66) — советский и российский скульптор[303].
- Ислам, Сайед Амирул[англ.] (86) — бангладешский юрист, судья Верховного суда Бангладеш (1994—2007)[304].
- Луз, Вилли (55) — новозеландский и тонганский регбист[305].
- Майоли, Джорджо[итал.] (82) — итальянский футболист[306].
- Макки, Лэнс (52) — американский погонщик собак, многократный победитель гонок на собачьих упряжках[307].
- Меновщикова, Нина Ивановна (88) — советская балерина и педагог, народная артистка СССР (1973)[308].
- Молотай, Анатолий Николаевич (84) — советский футболист и футбольный тренер[309].
- Поляков, Валерий Владимирович (80) — советский и российский космонавт, лётчик-космонавт СССР (1989), Герой Советского Союза (1989), Герой Российской Федерации (1995)[310].
- Ревсон, Ромми[англ.] (78) — американская певица, изобретательница скранча[311].
- Схрейверс, Пит (75) — нидерландский футболист и тренер[312].
- Фузик, Янош[венг.] (64) — венгерский кинорежиссёр-документалист и журналист, депутат Парламента (2014—2018)[313].
- Хант, Марша (104) — американская актриса[314].
- Шипански, Дагмар (79) — немецкий физик и политический деятель[315].
- Шоу, Бернард[англ.] (82) — американский журналист, главный ведущий новостей на телеканале CNN (1980—2001)[316].

## 6 сентября
- Андрианова, Ольга Александровна (70) — российский тренер по кёрлингу, заслуженный тренер России[317].
- Бранис, Лигия (89) — польская и французская актриса, сценарист и композитор[318].
- Бьяско, Сальваторе[итал.] (82) — итальянский экономист и политик, член Палаты депутатов Италии (1996—2001)[319].
- Братко, Богдан Мартынович[укр.] (80) — советский и украинский актёр, заслуженный артист Украины (2008)[320].
- Герман (Свайко) (90) — иерарх ПЦА, архиепископ Вашингтонский, митрополит всей Америки и Канады (2002—2008)[321].
- Жакен, Жюст (82) — французский режиссёр, фотограф и скульптор[322].
- Жигуре, Хильда[латыш.] (104) — советская и латвийская актриса, заслуженная артистка Латвийской ССР (1967)[323].
- Корягина, Татьяна Ивановна (79) — советский и российский политический деятель и экономист, народный депутат РСФСР / России (1990—1993)[324].
- Мазур, Казимеж[пол.] (73) — польский актёр[325].
- Пелтон, Рональд[англ.] (80) — американский аналитик Агентства национальной безопасности, осужденный в 1986 году за шпионаж в пользу Советского Союза и продажу секретов (Операция Ivy Bells)[326].
- Ранаивоманана, Филипп[англ.] (73) — мадагаскарский католический прелат, епископ Ихози (1999—2009), епископ Анцирабе (с 2009 года)[327].
- Руис Гиньясу, Магдалена[исп.] (91) — аргентинская журналистка и правозащитник[328].
- Сечу, Валерия[рум.] (83) — румынская актриса[329].
- Сковородников, Александр Петрович (92) — советский и российский языковед, доктор филологических наук (1983), профессор СФУ[330].
- Спир, Эдо[нидерл.] (90) — нидерландский архитектор и политик, сенатор (1991—1995)[331].
- Тхам Тхюи Ханг[вьет.] (82) — вьетнамская актриса[332].
- Фишер, Клаус[нем.] (92) — немецкий писатель[333].
- Шумейкер, Сидни[англ.] (90) — американский философ[334].
- Эрдёш, Тибор[венг.] (94) — венгерский экономист, действительный член Венгерской академии наук (1993)[335].

## 5 сентября
- Ахмед, Гиас Уддин[англ.] (68) — бангладешский политик, депутат Национальной ассамблеи (2008—2014)[336].
- Берк Броган, Патриша[англ.] (90) — ирландская писательница, драматург и поэт[337].
- Богданов, Роман Александрович (27) — казахстанский футболист; несчастный случай[338].
- Гончарова, Марианна Борисовна (65) — украинская русскоязычная писательница[339].
- Гуммель, Герман[нем.] (99) — немецкий физик, пионер полупроводниковой промышленности[340].
- Исрапилова, Космина Мугутдиновна (60) — лакская поэтесса и писательница, народный поэт Дагестана (2016)[341].
- Камардин, Эдуард Русланович (23) — украинский военнослужащий, капитан, участник российско-украинской войны, Герой Украины (2023, посмертно); погиб при артиллерийском обстреле.
- Ли Дэцюнь[кит.] (77) — китайский материаловед, член Китайской инженерной академии (2015)[342].
- Ли Сиинь[кит.] (96) — китайский лексикограф и политик, член Всекитайского собрания народных представителей (1988—1998)[343].
- Лэндрю, Мун[англ.] (92) — американский политический деятель, мэр Нового Орлеана (1970—1978), министр жилищного строительства и городского развития (1979—1981)[344].
- Маккекни, Ширли[англ.] (96) — австралийская танцовщица, хореограф, режиссёр и педагог, австралийский пионер современного танца[345].
- Малышев, Юрий Николаевич (83) — советский и российский учёный в области горнодобывающей промышленности, директор (2010—2015) и президент (с 2015 года) ГГМ РАН, академик РАН (2011)[346].
- Мер, Мариэлла[нем.] (74) — швейцарская писательница[347].
- Мирумян, Карлен Артаваздович (70) — армянский историк философии, доктор философских наук (1994), профессор (1995)[348].
- Осипов, Анатолий Анатольевич (81) — советский спортсмен-парашютист, победитель и призёр первенств мира и СССР, заслуженный мастер спорта СССР (1973)[349].
- Фогт, Ларс (51) — немецкий пианист и дирижёр[350].
- Хэнбери-Трейси, Мерлин, 7-й барон Садли (83) — британский аристократ, член Палаты лордов (1960—1999)[351].
- Целлер, Ева[нем.] (99) — немецкая писательница[352].
- Якубов, Виктор Владимирович (90) — советский спортсмен-гиревик[353].

## 4 сентября
- Аз-Заят, Элиас[араб.] (87) — сирийский пластический художник[354].
- Беленький, Марьян Давидович (72) — советский и израильский писатель-сатирик[355].
- Бергамо, Петар[хорв.] (92) — югославский и хорватский композитор и дирижёр[356].
- Вебобе, Сент-Анж[фр.] (69) — французский баскетболист, игрок национальной сборной[357].
- Гольдман, Ален (90) — французский раввин, главный раввин Парижа (1981—1994), великий офицер Ордена Почётного легиона (2012)[358].
- Гонсалес Торрес, Родриго[исп.] (80) — чилийский политический деятель, член Палаты депутатов (с 2002), мэр Винья-дель-Мара (1992—1994, 1996—2000)[359].
- Гулевич, Эдвард[пол.] (84) — польский эстрадный певец, композитор, автор песен[360].
- Лагутин, Борис Николаевич (84) — советский боксёр, двукратный олимпийский чемпион (1964, 1968), заслуженный мастер спорта СССР (1963)[361].
- Мистри, Сайрус[англ.] (54) — индийский бизнесмен, председатель совета директоров Tata Group (2012—2016); ДТП[362].
- Розенбаум, Артур[англ.] (83) — американский художник и музыкант, лауреат премии «Грэмми» (2008)[363].
- Симонсен, Торкилль[дат.] (96) — датский политик, министр внутренних дел (1997—2000)[364].
- Страуб, Питер (79) — американский писатель, многократный лауреат премии Брэма Стокера[365].
- Страуд, Полин[англ.] (92) — британская актриса[366].
- Фоломеева, Татьяна Владимировна (56) — российский психолог[367].
- Чжань Бинъянь[кит.] (93) — китайский уролог и политик, депутат Всекитайского собрания народных представителей (1993—1998)[368].
- Шмитт-Менцель,  Изольда[нем.] (92) — немецкий дизайнер, детская писательница, иллюстратор, график и керамист[369].
- Pat Stay (36) — американский баттл-рэпер; убийство [370].

## 3 сентября
- Башкатов, Юрий Николаевич (54) — советский и молдавский пловец, двукратный серебряный призёр Олимпийских игр (1988, 1992)[371].
- Бёрресен, Эва[норв.] (101) — норвежская керамистка, лауреат золотой медали Миланской триеннале (1954)[372].
- Гаттиа, Аларико (94) — итальянский художник комиксов и иллюстратор[373].
- Колер младший, Херберт[англ.] (83) — американский бизнесмен-миллиардер, главный исполнительный директор the Kohler Company (1972—2015)[374].
- Кэмпбелл, Скотт[англ.] (65) — канадский хоккеист («Виннипег Джетс», «Сент-Луис Блюз»)[375].
- Лорд, Стерлинг (102) — американский литературный агент[376].
- Молтенинов, Константин Георгиевич (97) — советский и российский живописец, заслуженный художник Российской Федерации (1999)[377].
- Харт, Шавес (29) — багамский спринтер, участник Олимпийских игр (2016); убийство[378].
- Хаяси, Таканори[яп.] (84) — японский политик, депутат Палаты представителей (1969—1980)[379].
- Цебало, Мишо (77) — югославский и хорватский шахматист, гроссмейстер (1985)[380].
- Шульте, Дитер[нем.] (72) — немецкий профсоюзный деятель, федеральный председатель Объединения немецких профсоюзов (1994—2002)[381].

## 2 сентября
- Бехтольд, Эрвин (97) — испанский художник[382].
- Вертхаймер-Балетич, Алица[хорв.] (84) — хорватский экономист, академик HAZU (1992)[383].
- Власенков, Александр Александрович (24) — российский военнослужащий, разведчик-снайпер 200-й отдельной мотострелковой бригады 14-го армейского корпуса Береговых войск Северного флота, ефрейтор, участник российско-украинской войны, Герой Российской Федерации (2022, посмертно); погиб в бою[384].
- Дрейк, Фрэнк Дональд (92) — американский астроном, член Национальной академии наук США (1972)[385].
- Дуарти, Мануэл (77) — португальский футболист, игрок национальной сборной, бронзовый призёр ЧМ-1966[386].
- Каламидас, Георгиос[греч.] (77) — греческий судья, председатель Верховного суда Греции (2009—2011)[387].
- Козловский, Стефан Кароль (83) — польский археолог[388].
- Котюков, Лев Константинович (75) — российский поэт, эссеист и критик[389].
- Лиджиев, Мингиян Владимирович (31) — российский военный, капитан, командир десантно-штурмовой роты, участник российско-украинской войны, Герой России (2022, посмертно); погиб в бою[390].
- Раизов, Жумабай Нурбаевич (26) — российский военный, гвардии старший лейтенант, командир парашютно-десантной роты, участник российско-украинской войны, Герой России (2022, посмертно); погиб в бою[391].
- Сервельо, Жорди (86) — испанский композитор[392].
- Сюэ Фань (87) — китайский переводчик и музыковед[393].
- Чжэн Цзайфа, Иосиф (90) — тайваньский католический прелат, епископ Тайнаня (1990—2004), архиепископ Тайбэя (2004—2007)[394].
- Экерсли, Питер (43) — австралийский учёный в области компьютерной безопасности[395].

## 1 сентября
- Ахмадзаде, Махмуд[англ.] (89) — иранский государственный деятель, министр промышленности и шахт (1979—1980)[396].
- Баранов, Владислав Сергеевич (81) — советский и российский медицинский генетик, член-корреспондент РАМН (2002—2014), член-корреспондент РАН (2014)[397].
- Вернике, Кеннет[англ.] (89) — американский аэрокосмический инженер, конструктор конвертопланов (Bell XV-3, Bell XV-15, Bell V-22 Osprey)[398].
- Вробель, Хорст (87) — немецкий музейный основатель и дизайнер[399].
- Джексон, Рэшли (93) — гайанский государственный деятель, министр иностранных дел (1978—1990)[400].
- Духовичный, Георгий Самуилович (68) — советский и украинский архитектор[401].
- Комадел, Людовит[словац.] (94) — чехословацкий пловец, рекордсмен мира (1945)[402].
- Кулах, Адам[пол.] (57) — польский дипломат, посол Польши в Саудовской Аравии (2004—2010), посол Европейского союза в Саудовской Аравии (2012—2016) и Джибути (2016—2020)[403].
- Маганов, Равиль Ульфатович (67) — российский топ-менеджер, председатель совета директоров компании ПАО «Лукойл» (с 2020 года)[404].
- Манн, Филип (80) — новозеландский писатель[405].
- Маруфи, Аббас (65) — иранский писатель и журналист[406].
- Мацциотти, Джерардо[итал.] (98) — итальянский архитектор[407].
- Мишак, Валентина Григорьевна (80) — советская волейболистка, серебряный призёр Олимпийских игр (1964), заслуженный мастер спорта СССР (1971)[408].
- Никитин, Владимир Иванович (80) — доктор технических наук, профессор[409].
- Салаи, Иштван[венг.] (78) — венгерский математик и политик, депутат Государственного собрания (1988—2002), мэр Сегеда (1994—1998)[410].
- Самойлова, Галина Александровна (84) — советский и российский режиссёр и сценарист документального кино и телепередач[411].
- Серант, Феликс Анатольевич (83) — советский и российский специалист в области котельного оборудования, основатель КОТЭС, доктор технических наук (1999)[412].
- Хасибуан, Альберт[англ.] (83) — индонезийский политик, депутат Совета народных представителей (1977—1997)[413].
- Чжу Инхао[кит.] (93) — китайский специалист по трансформаторам, член Китайской инженерной академии (1995), двукратный лауреат Государственной премии (1987, 1988), профессор Шэньянского технологического университета (2008)[414].
- Шейверс, Эрни (78) — американский профессиональный боксёр[415].
- Эренрейх, Барбара (81) — американский журналист и общественный деятель[416].
- Ян Юнсун[кит.] (103) — китайский военный деятель, генерал-майор, один из четырёх генералов-основателей Народно-освободительной армии Китая[417].